# Philodromus sitiens
Philodromus sitiens este o specie de păianjeni din genul Philodromus, familia Philodromidae, descrisă de Fage în anul 1929. Conform Catalogue of Life specia Philodromus sitiens nu are subspecii cunoscute.